# Chronicon Cavense
Il Chronicon Cavense è un falso storico confezionato da Francesco Maria Pratilli, antiquario ed erudito settecentesco, la cui natura è stata svelata a metà dell'Ottocento, con effetti negativi sulla storiografia della Langobardia Minor che si riflettono fino al XX secolo.
Il Chronicon si presentava come una cronaca compilata da un autore anonimo, a cui, a volte, si faceva riferimento con il nome convenzionale di Annalista Salernitanus, una nomenclatura in grado di aggiungere ulteriore confusione.

## Storia della falsificazione
L'apocrifa fonte fu pubblicata a Napoli nel 1753, quando il Pratilli la aggiunse al IV volume della nuova edizione della Historia principum Langobardorum, mescolandola alla raccolta di cronache genuine dell'Italia meridionale realizzata nel Seicento da Camillo Pellegrino.
Il Chronicon Cavense fu il frutto di un'abilissima falsificazione, che costituisce un esempio esempio eclatante di sofisticheria settecentesca: lo storico e archeologo Herbert Bloch la cita come «la più audace falsificazione tra quelle compiute nel XVIII secolo».
A lungo considerato autentico, il Chronicon pratilliano ha avuto il tempo di trarre in inganno intere generazioni di studiosi e storici, causando notevoli aberrazioni sull'intera storiografia della Langobardia Minor. Fu definitivamente riconosciuto come falso solo un secolo dopo, nel 1847, per mezzo della dettagliata esegesi di Pertz e Köpke.
Tuttavia, entro il 1847, la cronaca aveva già dispiegato i suoi effetti dannosi e, nonostante lo smascheramento, l'influenza della falsa cronaca ha continuato a riverberare le sue conseguenze negative sulla storiografia successiva, fino al XX secolo, sviando l'opera di lettori di varia indole, compresi studiosi scrupolosi e avvertiti. La persistenza di questa pesante eredità è stigmatizzata, ad esempio, da Nicola Acocella, da Nicola Cilento e da Herbert Bloch. Questa circostanza ha portato alcuni specialisti a esprimere e a condividere l'idea del suo autore come «di un morto che non è morto abbastanza».

## Annales Cavenses
La falsa Cronaca Cavense del Pratilli non va confusa con gli Annales Cavenses, autentica opera annalistica prodotta dalla badia di Cava de' Tirreni.
Gli annali cavensi riguardano il periodo dal 569 al 1318, e sono pubblicati, ad esempio, in Monumenta Germaniae Historica, nel 1839, a cura di Georg Heinrich Pertz.